# Museo d'arte moderna e contemporanea Filippo de Pisis
Il Museo d'arte moderna e contemporanea Filippo de Pisis si trova al pian terreno di Palazzo Massari a Ferrara. A causa del terremoto dell'Emilia del 2012 Palazzo Massari è chiuso per lavori di restauro. 

## La collezione
Vi è conservata la più ampia collezione di opere del maestro del XX secolo ferrarese Filippo de Pisis, oltre ad opere di altri artisti italiani coevi sia ferraresi (di origine o per scelta) che di altre città, tra cui i pittori Carlo Carrà, Mario Pozzati, Mimì Quilici Buzzacchi e gli scultori Arrigo Minerbi, Enzo Nenci, Giuseppe Virgili ed Annibale Zucchini.
Le prime sale sono dedicate a Mario Sironi, Aroldo Bonzagni e Achille Funi, mentre la sala successiva ospita opere di scultura. Notevole è anche la collezione di opere del ferrarese Roberto Melli, che va dalla produzione scultorea giovanile ai dipinti della maturità.

## Filippo de Pisis
L'opera di Filippo de Pisis è testimoniata da tele giovanili dipinte a Ferrara, da opere del periodo romano, fino alle pitture del periodo parigino, dove l'artista rivisitò la pittura metafisica, prima di approdare al suo personalissimo stile caratterizzato da veloci pennellate singole, chiamato dai critici "stenografia pittorica". L'ultimo periodo di attività del pittore è caratterizzato dal rientro in Italia e dagli anni trascorsi a Villa Fiorita, durante i quali la sua sintassi pittorica si ridusse ulteriormente verso una ricerca dell'essenza figurativa.